# Hippodrome de Bihorel
L'hippodrome de Bihorel, également appelé « hippodrome des Trois Pipes » est un champ de courses situé en plein cœur de Bihorel, en périphérie nord de Rouen. Il est situé dans le département de Seine-Maritime et en région Normandie.
L'hippodrome de Bihorel est l'un des 17 hippodromes de la Fédération des courses d'Île-de-France et de Haute-Normandie.
C'est un hippodrome de 3e catégorie qui accueille des réunions de trot attelé et monté depuis 1907.
En 2023, l'hippodrome obtient la distinction "Engagement" du Label EquuRES.

## Infrastructures
Avec sa piste en sable de 1 075 mètres, corde à droite, l'hippodrome dispose également d'un hall de paris et d'une tribune permettant d'accueillir environ 200 personnes.
L'espace professionnel situé sur la gauche de la tribune permet d'accueillir les acteurs des courses dans les meilleures conditions.
L'hippodrome propose également chaque journée de courses une restauration bon marché.
A compter de 2023, les arbitres de l'hippodrome font appel à la vidéo par drone comme support d'arbitrage.

## Courses
La piste de l'hippodrome propose une distance de 2 500 mètres.
L'hippodrome de Bihorel permet de parier en PMH (Pari Mutuel Hippodrome) sur les courses se déroulant sur sa piste mais propose également des prises de paris nationaux grâce à son guichet PMU.

## Animations
L'hippodrome propose des animations notamment pour les plus petits. Ainsi, des baptêmes de poneys ou des structures gonflables pourront enchanter les enfants.

## Galerie photos

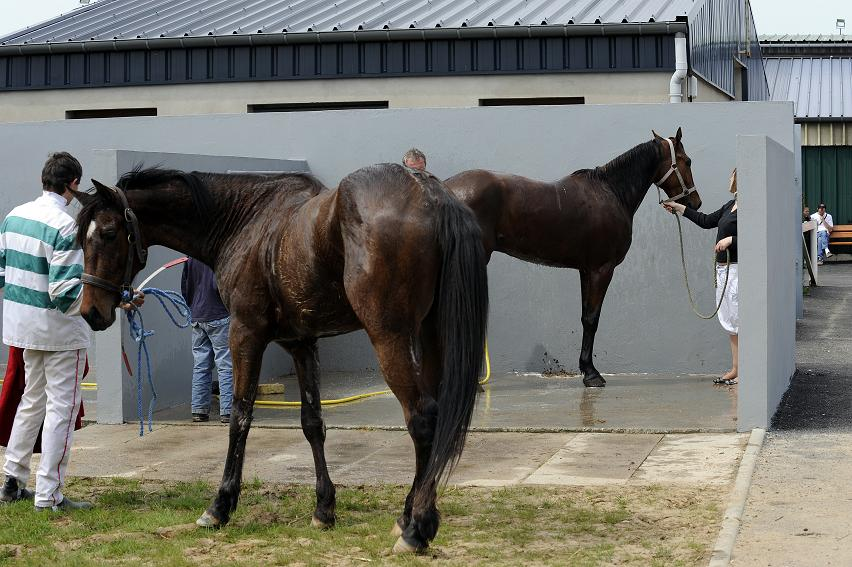
Chevaux
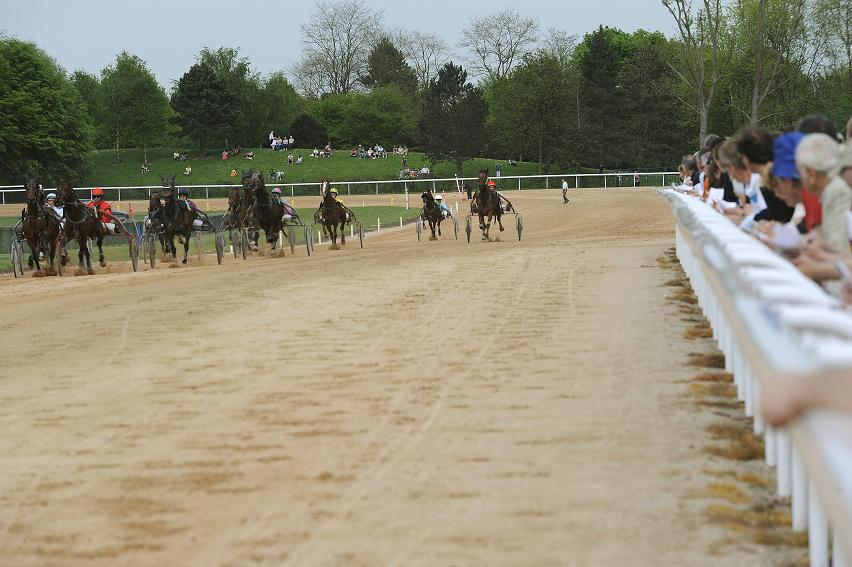
Course
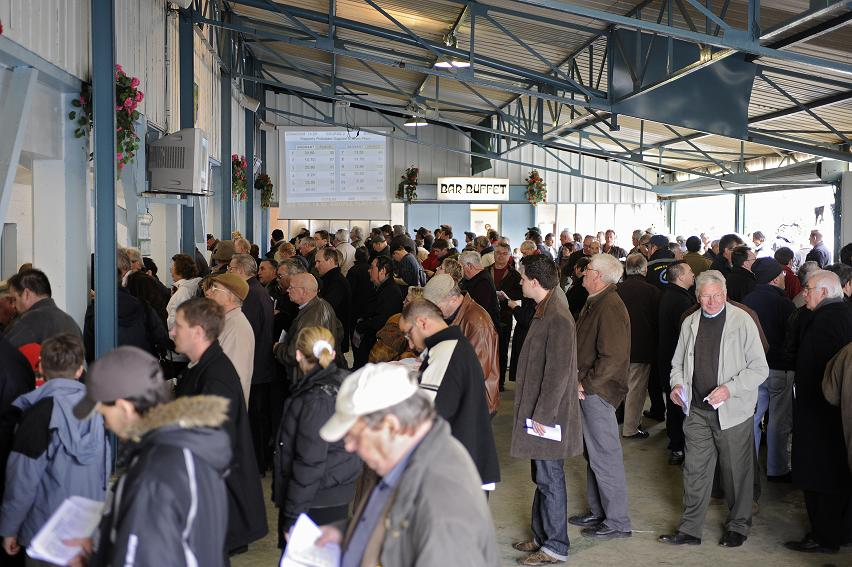
Hall des paris
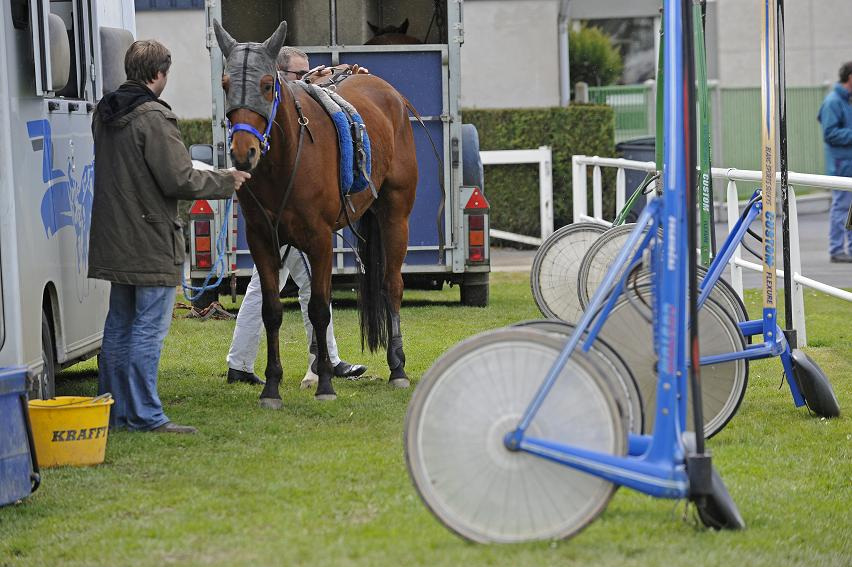
Vans

## Accès à l'hippodrome
L'hippodrome se situe au cœur de Bihorel.
- Accès en voiture : Sortie Bihorel par la route d'Amiens-Abbeville (N28)
- Accès en train : gare de Rouen
- Accès en avion : aéroport de Rouen